# 周法尚
周法尚（556年—614年7月31日），字德迈，汝南郡安成县（今河南省汝南县）人，南陈、北周、隋朝官员。

## 生平
年十八，为始兴王陈叔陵中兵参军，随即加封伏波将军。陈太建八年（576年），其父周炅死了之后，继监定州事，都督其父本兵。因战功升任使持节、贞毅将军、散骑常侍，齐州刺史，摄领齐昌郡太守，封山阴县侯，食邑五百户。长沙王陈叔坚忌惮他家为豪强，告他谋反，其兄定州刺史周法僧被捉入狱，周法尚因此投靠北周。周宣帝甚为优宠他，拜开府、顺州刺史，封归义县公，邑千户。赐良马五匹，女妓五人，彩物五百段，加以金带。隋文帝任北周丞相时，司马消难作乱，周法尚的母亲和弟弟及家属三百人被司马消难掳掠到陈朝。
隋文帝即皇位后，周法尚为巴州刺史、衡州刺史，改封谯郡公，封邑增至一千五百户。文帝在洛阳时，因为法尚投降北朝，有大功于国，召他入朝觐见，赐给他金钿酒钟一双，彩五百段，良马十五匹，奴婢三百口，随身鼓吹一部，并大肆宣扬降将所得的荣宠。一年后隋朝改衡州为黄州，他以衡州总管转任黄州总管，使经略江南，伺探南陈动静。
开皇八年，伐陈之役中，以行军总管隶属秦王杨俊，率领舟师三万击破陈成州刺史熊门超于樊口。开皇九年，改任鄂州、松州刺史。年末迁任永州总管，率领黄州兵三千五百人为帐内亲兵，招降陈桂州刺史钱季卿、南康内史柳璇、西衡州刺史邓暠、阳山太守毛爽等，击破陈定州刺史吕子廓，赐彩五百段，奴婢五十口，并银甕宝带，良马十匹。
开皇十年十月转任桂州总管、岭南道安抚大使，十四年，征入朝，任职于左亲卫府，长上宿卫。十六年，授桂州道行军总管，平定獠贼。仁寿四年，检校潞州刺史。
杨广即位，是为隋炀帝，周法尚转任云州刺史，三年，隋朝改州为郡，云州刺史改为定襄太守，进位金紫光禄大夫，拜左武卫将军。四年，敕黔安道行兵，援清江城，破贼帅向多思，解太守萧造围。五年，从驾西讨吐谷浑，仍镇遏党港。六年，出为敦煌太守，寻领会宁太守。七年，又往同昌镇遏。九年，追还，赴朝鲜道行军。
大业九年（613年）隋炀帝征高句丽，周法尚率领舟师水军为朝鲜道水军总管。之後，与将军宇文述、来护儿平定杨玄感之乱，在山东击败王薄、孟让义军，次年复任水军统帅，大业十年六月廿日（614年7月31日）在沧海（东海）水军中去世，虚岁五十九，追赠左武卫大将军，谥号僖。其子周绍范，为唐太宗的大臣，周绍范子周道务，为唐太宗临川公主李孟姜的驸马。

## 家庭

### 曾祖
- 周文强，南齐太子舍人、梁州长史、新城郡太守[4]

### 祖父
- 周灵起，南梁直阁将军、义阳郡太守、庐桂二州刺史，保城县开国侯，谥号肃[4]

### 父母
- 周炅，南梁通直散骑常侍、高州刺史、西陵县开国侯，南陈征西将军、使持节、西道大都督、六州七关十二镇诸军事、安州刺史、平北将军、散骑常侍、定州刺史，赠车骑将军、司州刺史、武昌壮公[4]
- 吴郡张氏，南齐征北大将军、侍中、尚书左仆射、司空公张永孙女，南梁侍内、徐州刺史、山阴侯张睪之女，北周册授光州光化郡君[4]

### 兄弟姐妹
- 周法僧，宣城郡太守、武昌郡公
- 周法明，唐朝黄州总管

### 夫人
- 谯国戴氏，杨坚为北周丞相时，养为义女，即位后，敕令嫁给与周法尚为妻，册授谯国夫人，大业十一年十月廿三日葬于河南郡河南县灵渊乡灵泉里北邙之山[4]

### 子女
- 长子：周绍嗣，灵寿令
- 次子：周绍范（？—633）
  - 孙：周道务
- 三子：周绍业（614—657）
  - 孙：周道冲
  - 孙：周道济
- 女：周氏，卢祖尚妻。

## 延伸阅读
[在维基数据编辑]
 《北史·卷076》，出自李延壽《北史》
 《隋書·卷65》，出自魏徵《隋书》